# Brian Cant
Brian Cant (Ipswich, 12 luglio 1933 – Denville Hall, 19 giugno 2017) è stato un attore, conduttore televisivo e scrittore britannico.

## Biografia
Nato nel Suffolk, visse prevalentemente Buckinghamshire e fu sposato con la scrittrice e regista Cherry Britton (sorella degli attori Fern e Jasper Britton), con la quale ebbe tre figli: Rose, Christabel e Peter. Era precedentemente sposato con l'attrice Mary Gibson; da questo matrimonio nacquero altri due figli, Nicholas e l'attore Richard.

## Televisione
È particolarmente conosciuto per aver lavorato in molti programmi televisivi della BBC per bambini, tra gli anni sessanta e novanta, tra i quali Play School, Play Away, Trumpton, Chigley, Camberwick Green e Bric-A-Brac. Iniziò a recitare in una serie di programmi scolastici della BBC sugli antichi romani, ma nel frattempo partecipò alle audizioni per un nuovo programma pre-scuola per bambini che sarebbe stato messo in onda sul nuovo canale BBC 2. Superò le audizioni come conduttore, ed iniziò a lavorare nel maggio 1964 nel programma Play School, dove rimase per 21 anni prendendo il nomignolo di "Mr Play School".
A parte le presenze nella televisione per bambini, Cant fu anche un attore affermato. Negli anni sessanta apparve in due episodi di Doctor Who, The Daleks' Master Plan e The Dominators. Inoltre, sostituì per un breve periodo Eddie Waring alla conduzione del gioco televisivo Campanile sera.
Cant prestò la voce al cantastorie nella versione inglese di Jay Jay the Jet Plane, e al narratore del popolare show per bambini canadese Bruno.
Alla fine degli anni novanta interpretò una parodia dei suoi stessi contributi come narratore di The Organ Gang, in un segmento settimanale di This Morning With Richard Not Judy di Lee and Herring, un varietà della domenica pomeriggio.
Nel 2001 apparve in un video musicale della band Orbital, contenuto nel DVD The Altogether. Il video è simile all'ambiente di Play School, nel quale egli interpretò il suo abituale ruolo di conduttore.
Nell'aprile 2007 Cant fu nominato "Voce più amata" della televisione per bambini britannica, in un sondaggio eseguito su un campione di più di 1.200 persone per la rivista Underground Ernie. Vinse il sondaggio, battendo il narratore di Bagpuss e Ivor the Engine, Oliver Postgate, arrivato al secondo posto, e David Jason di Danger Mouse al terzo posto.
Successivamente prese il posto di Anthony Daniels nella lettura della seconda parte dell'audiolibro Vlad the Drac, di Ann Jungman. Nel 2008 registrò una nuova serie audio di storie per bambini da scaricare gratuitamente da Internet, intitolata The Great Little Traders Club. Partecipò infine al programma televisivo di burattini Dappledown Farm.

## Teatro
Per quanto riguarda progetti non televisivi, Brian ha recitato in varie opere teatrali, incluse tra le altre Still Playing Away, The Railway Children, Il divo Garry, Un marito ideale, Habeas Corpus, Gaslight, Side by Side by Sondheim, I racconti di Canterbury, Oh Coward e There's No Place Like a Home. Ha inoltre interpretato 32 opere da mimo, tra cui un adattamento di Aladdin scritto da Ian Billings, al teatro Wolverhampton Grand.